# Jan Żurkowski
Jan Żurkowski (oboczne formy nazwiska: Żurek, Żurkowicz) – murarz krakowski. Czynny dowodnie w latach 1613-1631. Po przyjęciu w 1613 w poczet obywateli miasta Krakowa, poświadczony jako murarz w księgach miejskich w 1625 i 1629. W 1631 oprócz sprawy sądowej w związku z ornatem cechowym złożył też w urzędzie ławniczym swój zapis testamentowy.